# Пелгулинн
Пе́лгулинн, также Пельгулинн (эст. Pelgulinn) — микрорайон в районе Пыхья-Таллинн города Таллина, столицы Эстонии.

## География

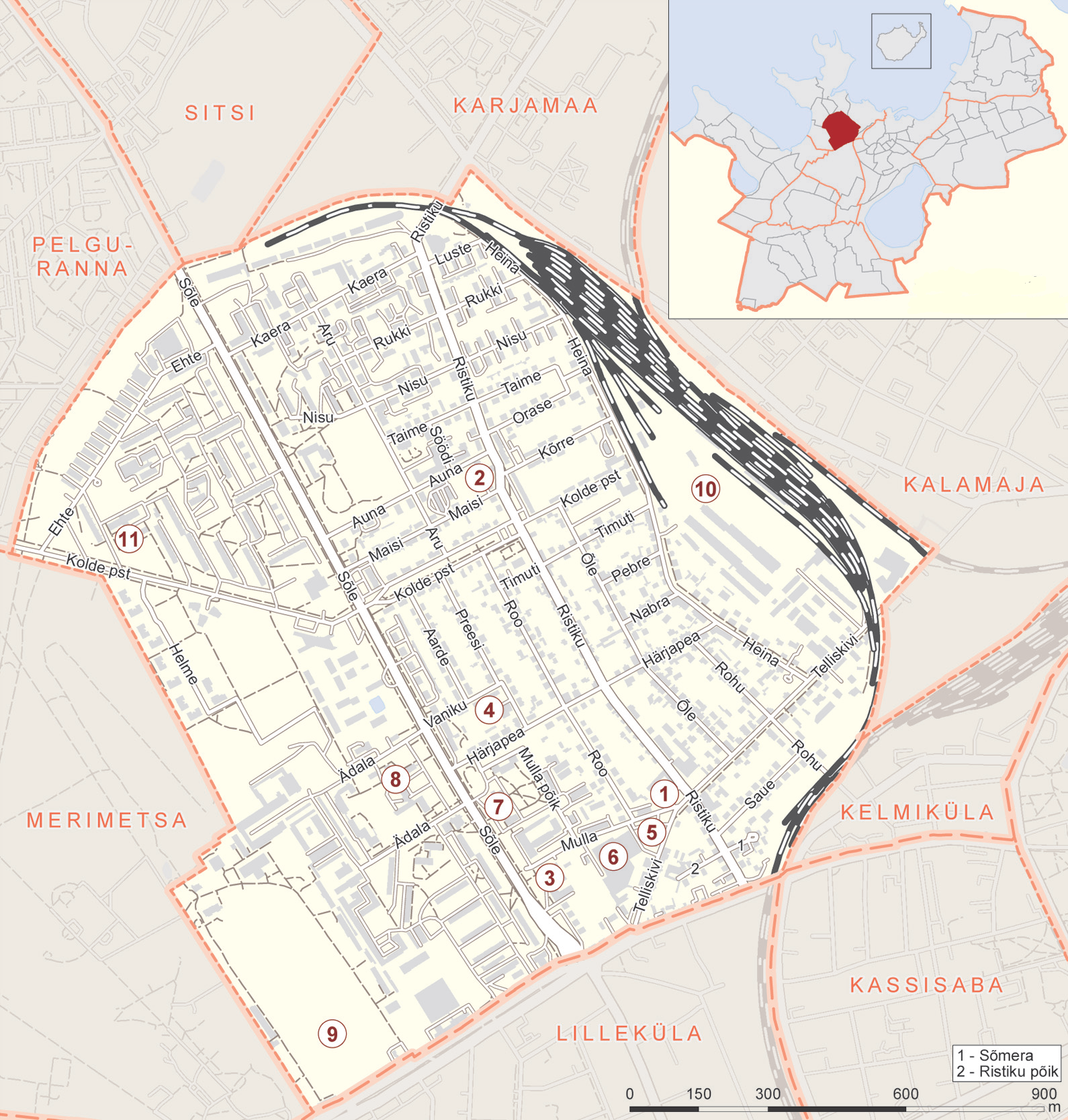
Карта микрорайона Пелгулинн

Расположен в северной части Таллина. Граничит с микрорайонами Пелгуранна, Ситси, Карьямаа, Каламая, Кельмикюла, Лиллекюла и Мериметса. Площадь микрорайона — 2,38 км². Один из самых больших микрорайонов Пыхья-Таллинна. Плотность населения на 1 января 2023 года — 6327,3 чел/км².

## Улицы
Основные улицы микрорайона: бульвар Колде, улицы Ристику, Сыле, Теллискиви и Хейна. С юга микрорайон ограничен Палдиским шоссе.

## Население
| Численность населения микрорайона Пелгулинн на 1 января по данным Регистра народонаселения | Численность населения микрорайона Пелгулинн на 1 января по данным Регистра народонаселения | Численность населения микрорайона Пелгулинн на 1 января по данным Регистра народонаселения | Численность населения микрорайона Пелгулинн на 1 января по данным Регистра народонаселения | Численность населения микрорайона Пелгулинн на 1 января по данным Регистра народонаселения | Численность населения микрорайона Пелгулинн на 1 января по данным Регистра народонаселения | Численность населения микрорайона Пелгулинн на 1 января по данным Регистра народонаселения | Численность населения микрорайона Пелгулинн на 1 января по данным Регистра народонаселения |
| 2008                                                                                       | 2010                                                                                       | 2011                                                                                       | 2012                                                                                       | 2013                                                                                       | 2014                                                                                       | 2015                                                                                       | 2016                                                                                       |
| ------------------------------------------------------------------------------------------ | ------------------------------------------------------------------------------------------ | ------------------------------------------------------------------------------------------ | ------------------------------------------------------------------------------------------ | ------------------------------------------------------------------------------------------ | ------------------------------------------------------------------------------------------ | ------------------------------------------------------------------------------------------ | ------------------------------------------------------------------------------------------ |
| 14 606                                                                                     | ↗14 898                                                                                    | ↗15 004                                                                                    | ↗15 347                                                                                    | ↗15 445                                                                                    | ↗15 865                                                                                    | ↗15 949                                                                                    | ↗16 015                                                                                    |
| 2017                                                                                       | 2018                                                                                       | 2019                                                                                       | 2020                                                                                       | 2021                                                                                       | 2022                                                                                       | 2023                                                                                       |                                                                                            |
| ↘16 003                                                                                    | ↗16 025                                                                                    | ↘15 558                                                                                    | ↘15 336                                                                                    | ↘15 204                                                                                    | ↘15 029                                                                                    | ↗15 059                                                                                    |                                                                                            |

## История
По мнению эстонского историка Роберта Нермана, часть города, основанная в 1870-х годах, получила своё образное название в смысле убежища (pelgulinn с эст. — «город-убежище»), которое можно интерпретировать как убежище для людей, совершивших преступления в Ревеле или скрывавшихся от вражеских сил. В другой трактовке это могло быть название изолированного, бедного района, ведь мест под названием Пельгулинн в Эстонии было больше (например, в приходе Святого Петри был «банный» поселок, где скрывались хозяева, не способные платить налоги). 
В XVII веке на месте нынешнего Палдиского шоссе возникло небольшое поселение. Его расширению способствовала постройка железной дороги Ревель—Санкт-Петербург. На протяжении столетия за пределами этого поселения находились в основном поля и болота. 

## Предприятия, учреждения и организации
В микрорайоне работают два подразделения акционерного общества «Западно-Таллинская Центральная больница» (женская клиника и Пельгулиннаский родильный дом), подразделение акционерного общества «Северо-Эстонский центр восстановительного лечения» (Пельгулиннаский центр здоровья — бывшая Пельгулиннаская больница), Пелгулиннаская гимназия, Эхтеская гуманитарная гимназия, школа для глухих и слабослышащих (Tallinna Heleni Kool), Основная школа Ристику, Спортивный центр Сыле, ипподром, 4 крупных продуктовых магазина.

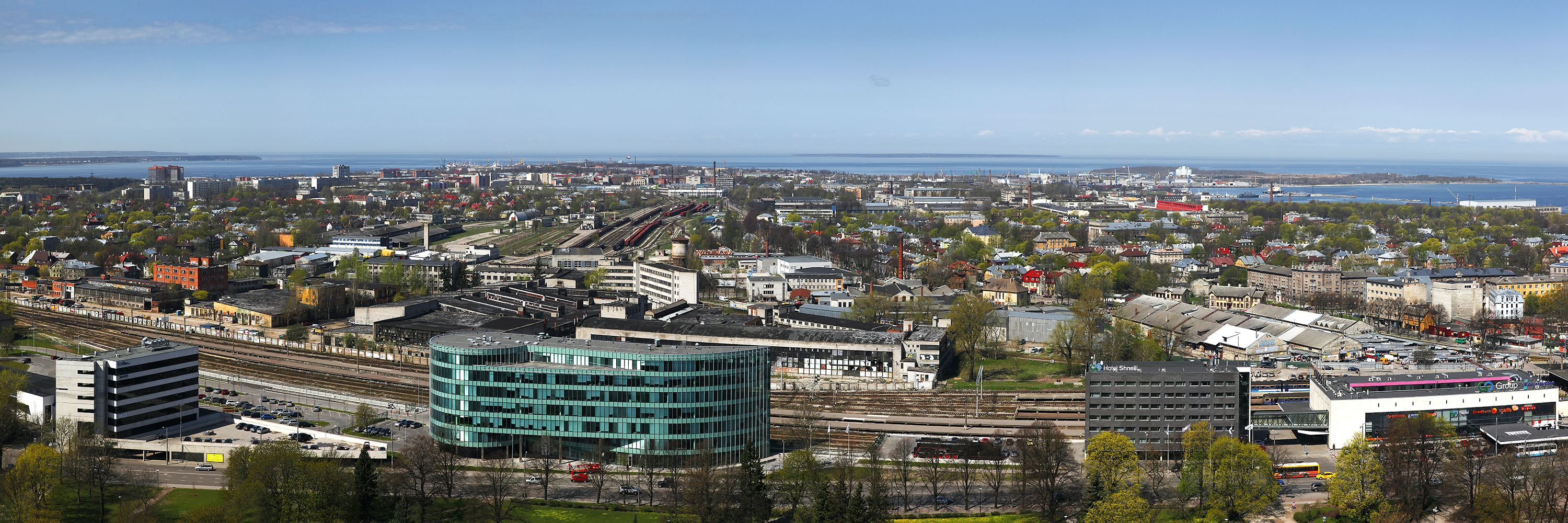
Вид на Пелгулинн и Каламая с Домского собора

## Общественный транспорт
По микрорайону курсируют городские автобусы маршрутов № 26, 26Α, 32, 33, 35, 59, 72.

## Галерея

Микрорайон Пелгулинн
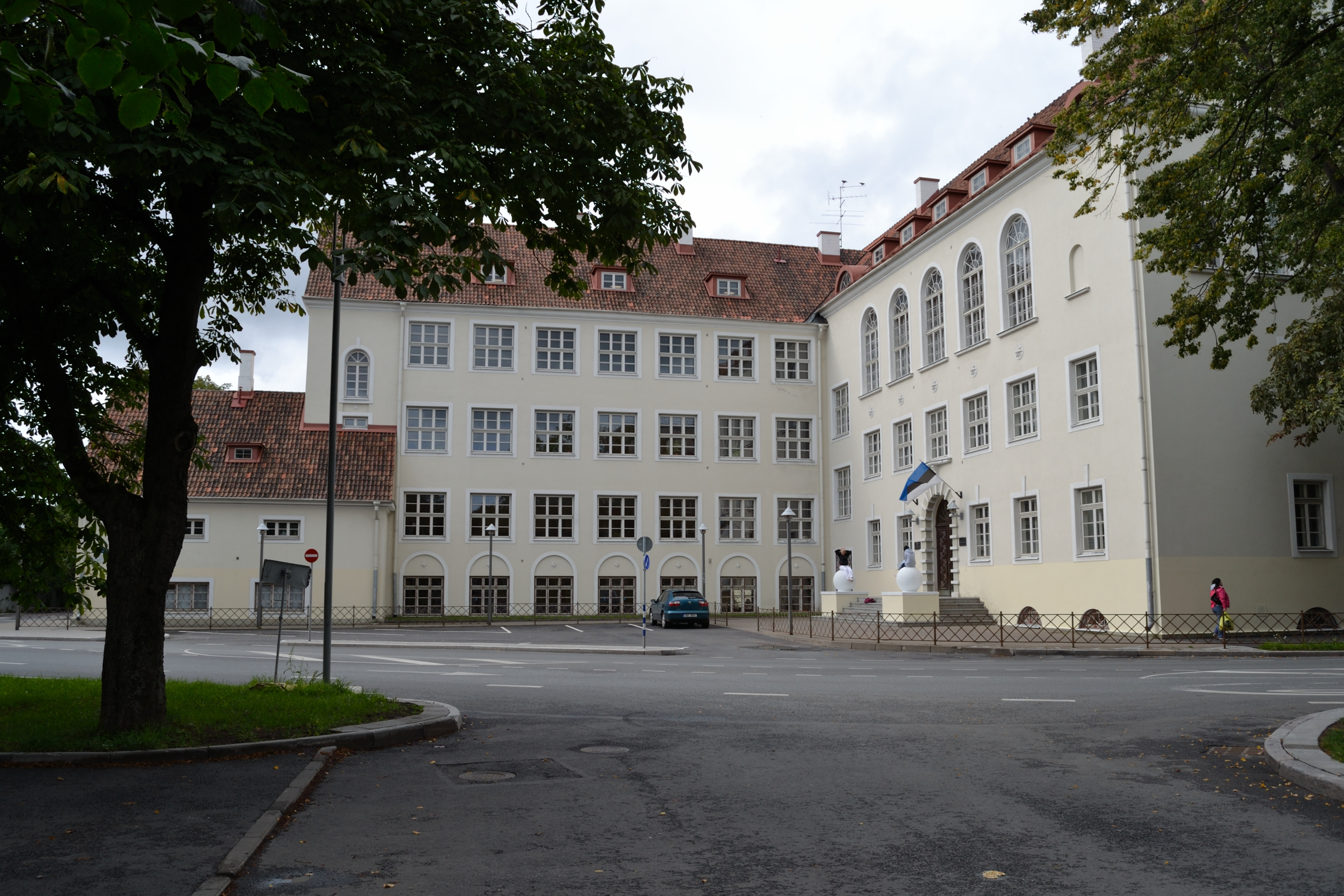
Основная школа Ристику
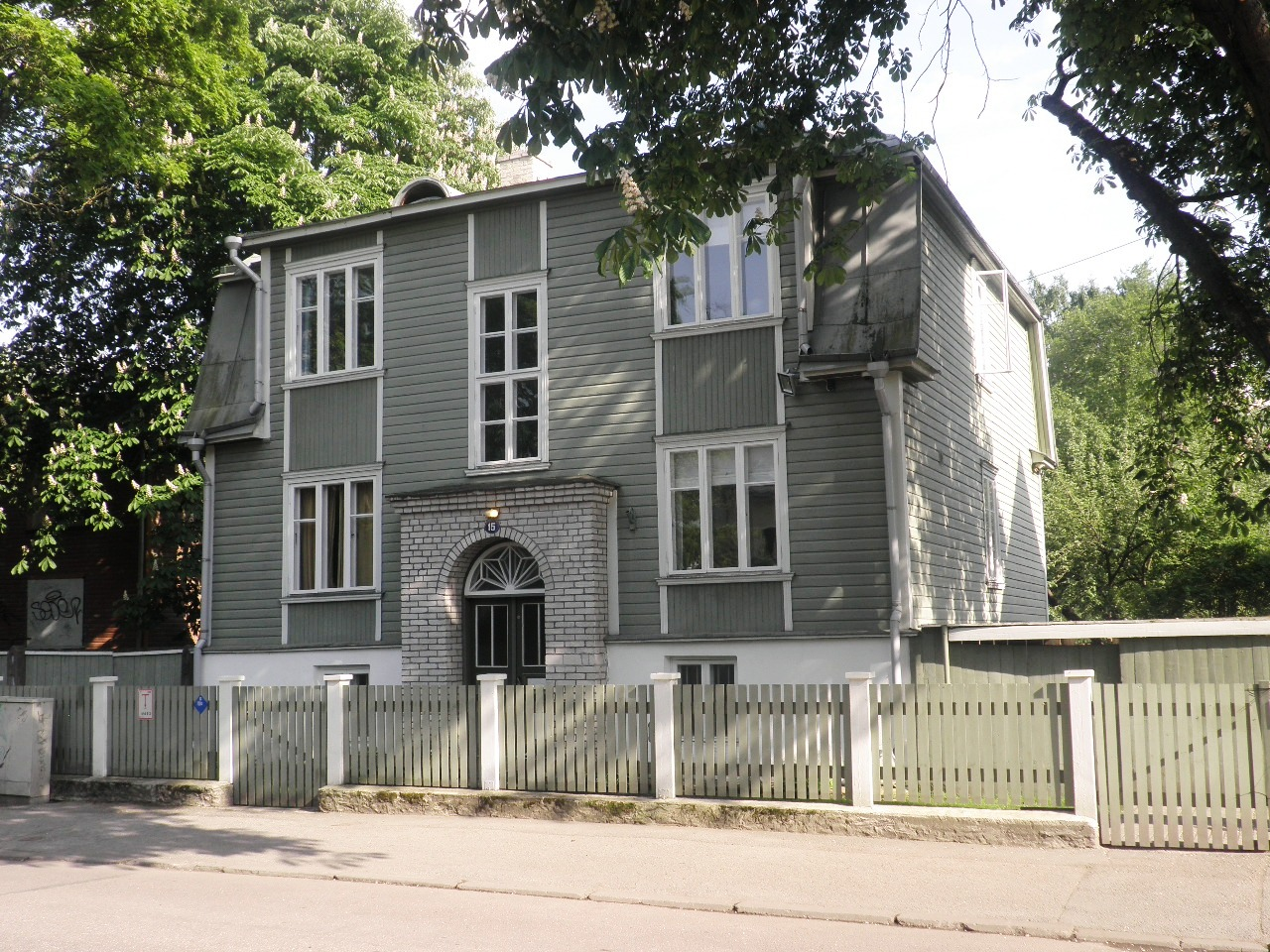
Улица Хярьяпеа
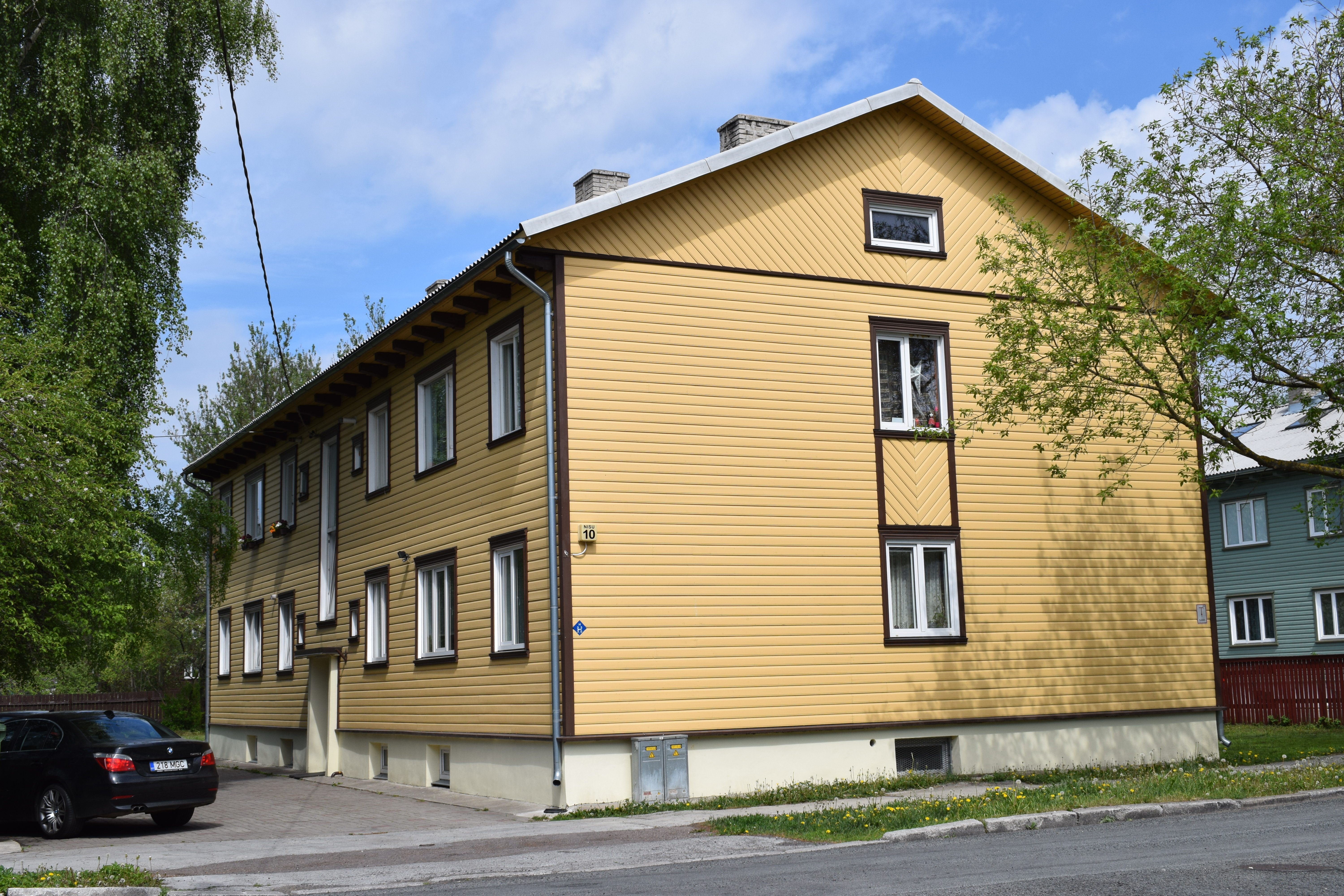
Жилой дом на улице Низу
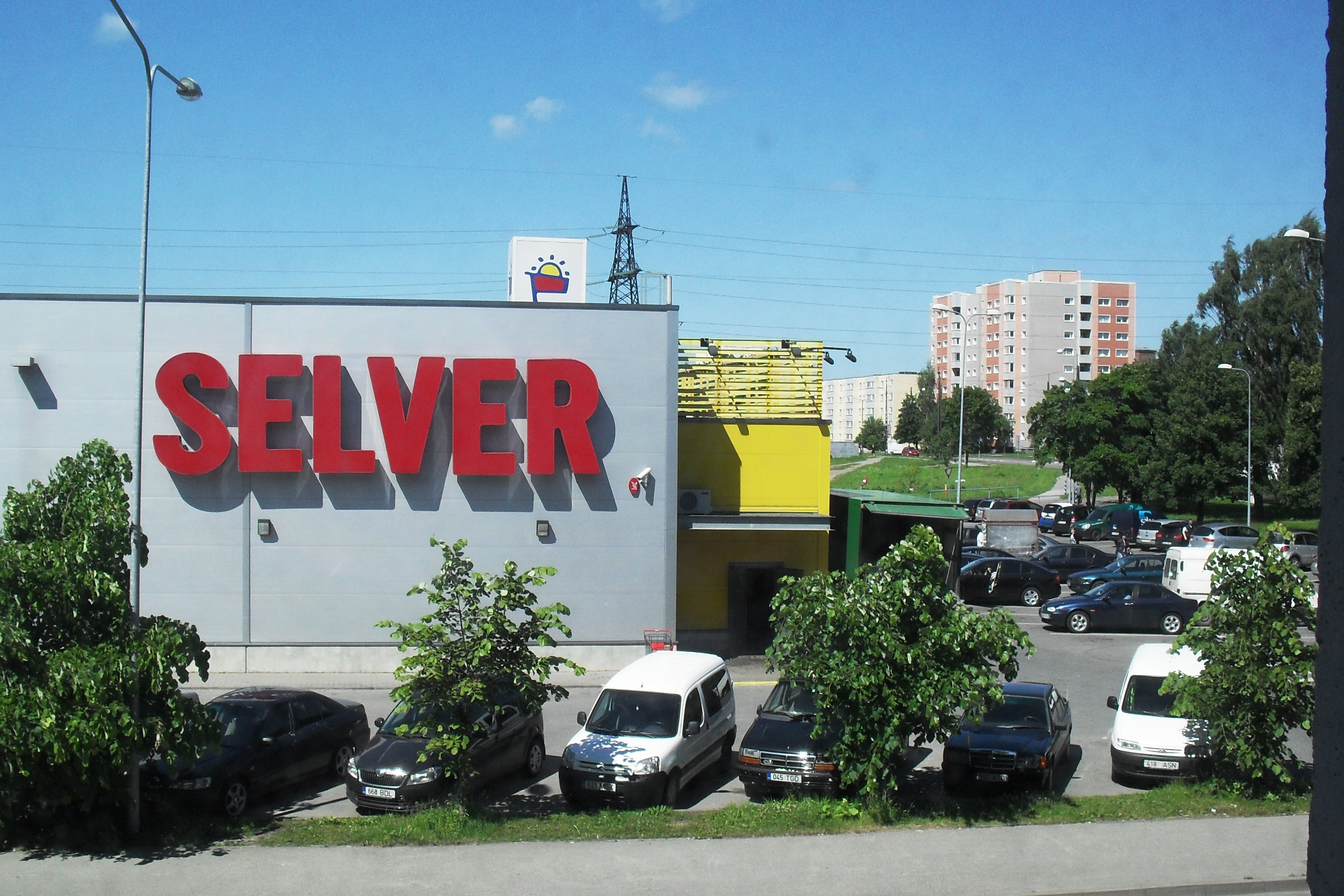
Магазин «Selver»
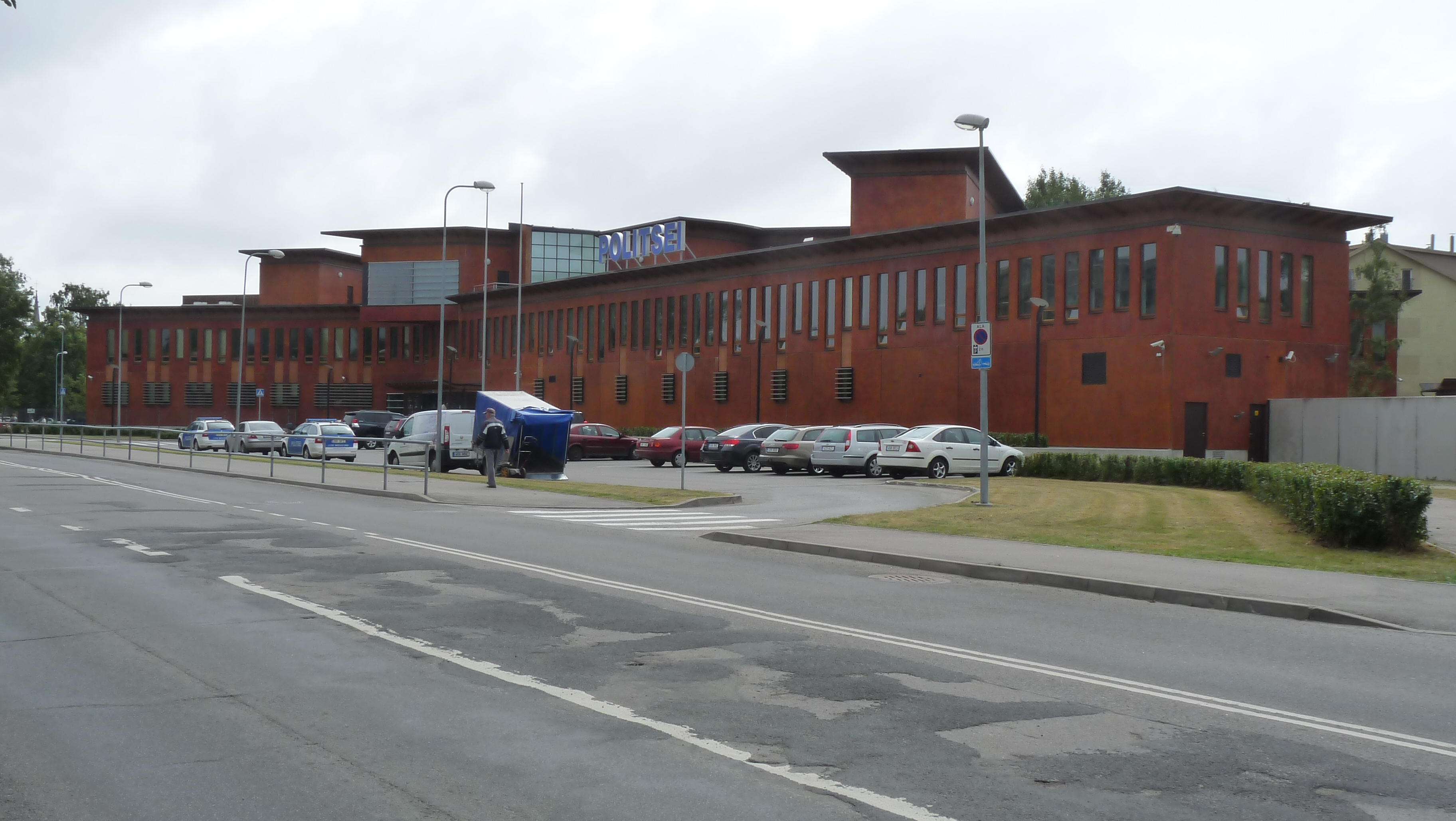
Отделение полиции на бульваре Колде